# Lilli Jahn
Lilli Jahn (5 de març de 1900 – ca. 19 de juny de 1944) fou una metgessa alemanya i víctima del nazisme a Alemanya. Deportada al camp de concentració d'Auschwitz, on va ser assassinada, va guanyar fama internacional pòstumament després de la publicació de les cartes als seus cinc fills escrites durant l'empresonament al camp de treball de Breitenau.

## Vida

### Infantesa i educació
Lilli Jahn va néixer com a Lilli Schlüchterer, filla d'un ric comerciant que vivia a Colònia com a jueu assimilat liberal. Va tenir una educació força progressista per a una noia en aquell temps, i els seus pares, Josef i Paula Schluchtere, la van empènyer a estudiar. En sortir de l'escola Kaiserin-Augusta de Colònia, va començar els estudis de medicina a Würzburg, Halle (Saale), Friburg de Brisgòvia i Colònia, mentre la seva germana Elsa, un any més jove, estudiava química. El 1924 es va doctorar amb una tesi sobre hematologia. Un cop doctorada, primer va treballar en feines temporals i com a voluntària i des del 1925 com a metgessa ajudant a l'Asil israelita per a malalts i gent gran de Colònia.

### Casament i família
Al 1926 Lilli es va casar amb el seu company de la facultat, Ernest, que era protestant. El jove matrimoni va tenir cinc fills i va establir una consulta mèdica a Immenhausen, a la rodalia de Kassel. Lilli Jahn va viure amb el seu marit i els seus fills com a distingida família de metges fins al 1933. Més endavant, amb l'arribada del nazisme al poder, Ernst no va suportar la pressió i se'n va divorciar el 1942, per casar-se de nou, deixant Lilli –relativament protegida fins aleshores pel fet d'estar casada amb un ari– a mercè del règim.

### Empresonament a Breitenau
A finals d'agost de 1943, va ser denunciada per mantenir-se exercint la professió de metgessa, que estava prohibida per als jueus. Va ser arrestada per la Gestapo, interrogada i, per violació de l'ordenança del 17 d'agost de 1938, enviada al camp de concentració i de formació laboral de Breitenau, a prop de Guxhagen, al sud de Kassel, en circumstàncies dubtoses.
Va ser confinada en un camp de treballs forçats, mentre els seus fills van haver d'afrontar sols la vida diària d'un país en guerra. Lilli va aconseguir enviar les cartes que escrivia des del camp on estava reclosa i els seus fills també li van escriure incansablement. La seva filla Ilse va aconseguir visitar la seva mare, ja debilitada durant la seva detenció, una sola vegada.

### Deportació a Auschwitz i mort
Al març de 1944, Lilli Jahn va ser deportada a Auschwitz. Fins avui, encara no se sap fins a quin punt Ernst Jahn va intentar salvar la vida de la seva ex-muller reclamant a la Gestapo responsable a Kassel o al departament principal de seguretat del Reich a Berlín. Lilli Jahn va morir a Auschwitz el 1944. Els seus fills menors d'edat es van mantenir sols fins que van ser acollits pel seu pare i després per la seva àvia.

## Llegat i memòria
Abans de la seva deportació, Lilli Jahn va aconseguir treure de Breitenau les cartes per als seus fills, que van arribar a ser centenars al llarg del temps que estigué presonera. La darrera carta conservada de Lilli Jahn a Auschwitz data del 6 de març de 1944. I els seus fills van rebre el missatge de la mort de la seva mare el setembre de 1944 a Immenhausen.
El conjunt d'aquestes cartes va ser conservat en secret pel seu fill gran, Gerhard –que amb el temps arribaria a ser ministre de Justícia amb Willy Brandt. Un dels seus nets, Martin Doerry, periodista i redactor en cap de Der Spiegel, ha posat per escrit en el llibre El meu cor ferit la història de la seva àvia per mitjà de les cartes trobades a la mort del seu oncle Gerhard. Amb aquest material ha reconstruït la vida i la mort de Lilli Jahn.
Al 2011 es va instal·lar una placa commemorativa a Guxhagen, davant de la sinagoga jueva i es va rebatejar l'indret amb el seu nom, en memòria de Lilli Jahn i de tots els jueus i jueves que van ser perseguits i assassinats durant l'època nazi.